# Teigne (titre)
Pour les articles homonymes, voir Teigne.
Un teigne (aussi : Teign, Tègne,  Teeñ en langue Wolof , vient de teigne que les femmes posent sur leur tête  lorsqu'elle doivent transporter un objet.) est le détenteur d’un pouvoir monarchique au Baol, un ancien royaume Wolof  du Sénégal.   
Les premiers teignes du Baol étaient wolofs  pendant la période du Wagadou . La dynastie wolof des Fall, est montée sur le trône après la bataille de Danki (en) en 1549,. Le dernier teigne du Baol, Tanor Goñ Dieng (ou Tanor Ngone Jeng), régna de 1890 jusqu'au 3 juillet 1894.